# Edwin Hedley
Edwin "Ed" P. Hedley, né le 23 juillet 1864 dans l'état américain de Pennsylvanie et mort le 22 mai 1947 à Philadelphie est un rameur d'aviron américain. Il est membre du Vesper Boat Club, basé à Philadelphie, dans l'état de Pennsylvanie.
Il a remporté la médaille d'or en huit aux Jeux olympiques d'été de 1900 à Paris. Il a aussi remporté en skiff le championnat du Canada en 1892 ainsi que la Schuylkill Navy à cinq reprises entre 1891 et 1897. Hedley sera de plus vainqueur du championnat national à maintes reprises, notamment en 1902 en deux sans barreur.